# Franky Zapata
Franky Zapata   (Marsella, 27 de setembre de 1978) és l'inventor del Flyboard i un pilot professional de jet ski francès. Dues vegades campió del món i set cops campió d'Europa de jet ski, Zapata es va fer famós internacionalment durant la desfilada del 14 de juliol de 2019 volant sobre els Camps Elisis amb un Flyboard Air, desenvolupat amb l'exèrcit francès.
Uns quants dies després, el 25 de juliol va provar de creuar el Canal de la Mànega amb el Flyboard per a celebrar el 110è aniversari del primer viatge realitzat per Louis Blériot el 1909, però no ho va aconseguir. Amb tot, va tornar a intentar la proesa uns quants dies després, el 4 d'agost, i va aconseguir atènyer l'altra vora de la Mànega, aterrant a St Margaret's bay al cap d'una vintena de minuts de vol.

## Biografia
Fill d'un contractista d'obres públiques i d'una perruqueria, va iniciar l'esquí nàutic el 1994 als setze anys. Va obtenir el seu primer títol de campió francès el 1996, el seu primer títol europeu el 1999 i el seu primer títol mundial el 2007 i serà diverses vegades campió del món de la F1 RUN. En total, va guanyar vint medalles –or, plata o bronze– en el seu esport.
Després de molts anys de produir vaixells aquàtics, inventa el Flyboard.